# Carat Cheung
Carat Cheung (en chino tradicional, 張名雅; nacida el 7 de diciembre de 1987) es una actriz china con nacionalidad canadiense. También se ha desempeñado como modelo y reina de belleza. Fue la ganadora del concurso de belleza Miss Hong Kong en 2012.

## Biografía
En Vancouver, Canadá, Carat inició sus estudios en la secundaria de Killarney y se graduó en economía en la Universidad de Columbia Británica. Cheung es sobrina del productor televisivo Alfred Cheung. Antes de regresar a Hong Kong, Chueng trabajó como presentadora del programa de televisión Fairchild TV, un canal televisivo chino en Canadá.

## Carrera como reina de belleza
Cheung participó en el concurso Señorita China en Vancouver en el año 2009, terminando como primera finalista, detrás de Eliza Sam, ganadora del concurso ese año.
En 2012, Cheung regresó a Hong Kong para participar en el concurso Miss Hong Kong. Esa edición del concurso fue la primera en admitir el voto en línea de los espectadores, votos que al final terminarían escogiendo a la ganadora del certamen. Cheung se coronó en este concurso el 26 de agosto de 2012, sin embargo su victoria resultó siendo polémica debido a un problema con el sistema de votación, que al final no le permitió a muchas personas votar por su favorita. Al final, la ganadora tuvo que ser escogida por el jurado de votación. Algunos artistas de la TVB no estuvieron de acuerdo con el resultado del certamen y exigieron a los organizadores del concurso realizar nuevamente el conteo. El tío de Cheung, Alfred Cheung, argumentó que en todas las elecciones anteriores los jurados habían sido los encargados de coronar a la reina, por lo que debía asumirse que el resultado era justo.
Después de ganar este título, Cheung participó en el evento Miss China Internacional, donde terminó en el tercer puesto.

## Carrera como actriz
Su debut como actriz se dio en el año 2014 con algunos pequeños roles en la telenovela de la TVB Tomorrow Is Another Day. El siguiente año obtuvo papeles de reparto en las series Smooth Talker, Wudang Rules y Ghost of Relativity, siendo este último papel el que le atrajo mayor atención de la crítica especializada.
El 7 de febrero de 2022, Cheung anunció en Instagram que su contrato con TVB había finalizado.

## Vida personal
El 31 de julio de 2016, Cheung anunció en las redes sociales que se casaría con su novio, el abogado Joe Choy.

## Filmografía

### Televisión
| Año  | Título                   | Título en chino | Papel                         | Notas |
| ---- | ------------------------ | --------------- | ----------------------------- | ----- |
| 2014 | Tomorrow Is Another Day  | 再戰明天        | Kelly                         |       |
| 2015 | Smooth Talker            | 以和為貴        | Betty So Fa-yi (蘇花兒)       |       |
| 2015 | Wudang Rules             | 潮拜武當        | Diana Dai On-na (戴安娜)      |       |
| 2015 | Ghost of Relativity      | 鬼同你OT        | Anna                          |       |
| 2016 | House of Spirits         | 一屋老友記      | Joanne Chin Cho-kwan (錢祖君) |       |
| 2016 | Daddy Dearest            | 超能老豆        | Mak Ka-ka (麥家嘉)            |       |
| 2016 | A Fist Within Four Walls | 城寨英雄        | Wu Nei (胡妮)                 |       |